# چنل چارون-واتسون
چنل چارون-واتسون (به انگلیسی: Chanelle Charron-Watson) (زادهٔ ۱۳ ژوئن ۱۹۸۴) شناگر اهل کانادا است.